# Montebello di Torriana
Pour les articles homonymes, voir Montebello.

Montebello di Torriana est un hameau de la commune de Torriana, dans la province de Rimini, fameux pour son château qui, selon la légende, serait habité par un fantôme nommé Azzurrina.
Montebello est très intéressant d'un point de vue historique et stratégique sur la vallée du Marecchia, ses origines remontent à l'époque préromaine, il semble que les premiers habitants de ce site furent les Celtes et au pied de la falaise un temple semble avoir existé.

## Historique

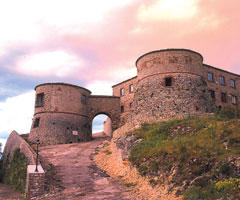
la Rocca de Torriana (Torriana)

Les murs de la première construction datent de l’époque romaine (IIIe siècle), sous la forme d'une tour carrée (incluse dans le château actuel). Sa suite de l’édifice, du haut Moyen Âge, a hérité du nom latin Mons belli (Mont de la guerre).
Les premières mentions du château figurent sur un document notarial daté du 24 septembre 1186, un acte de cession de l’édifice par Ugolinuccio di Maltalone à Giovanni Malatesta.
Se trouvant aux limites du territoire des Montefeltro, ennemis héréditaires des Malatesta, ces derniers dotèrent le château de fortifications.
En 1393, les Montefeltro, par un audacieux coup de main, réussirent à conquérir la forteresse.
En 1438, Sigismond Malatesta réussit à la reconquérir.
Mais les exploits militaires des Malatesta déclinèrent jusqu’en 1462, date à laquelle ils furent vaincus à Pian della Marotta, près de Senigallia, par l'armée pontificale envoyée par le pape Pie II (Piccolomini) et commandée par Federico da Montefeltro. À la suite de cette défaite, Montebello fut inféodé en 1464, par les comtes Guidi de Bagno di Romagna.
Depuis et encore actuellement, la famille des comtes Guidi est propriétaire de la Rocca (forteresse). Après le XVIe siècle, la forteresse subit des interventions pour, par rapport à son état de 1464, l’adapter en résidence.
Entre 1968 et 1973, le château subit une importante restauration à la suite des dommages causés par la Seconde Guerre mondiale, pour devenir un musée en 1989. Ouvert aux visiteurs, la Rocca fait partie des monuments et du patrimoine national pour sa valeur historique.

## Galerie de photos

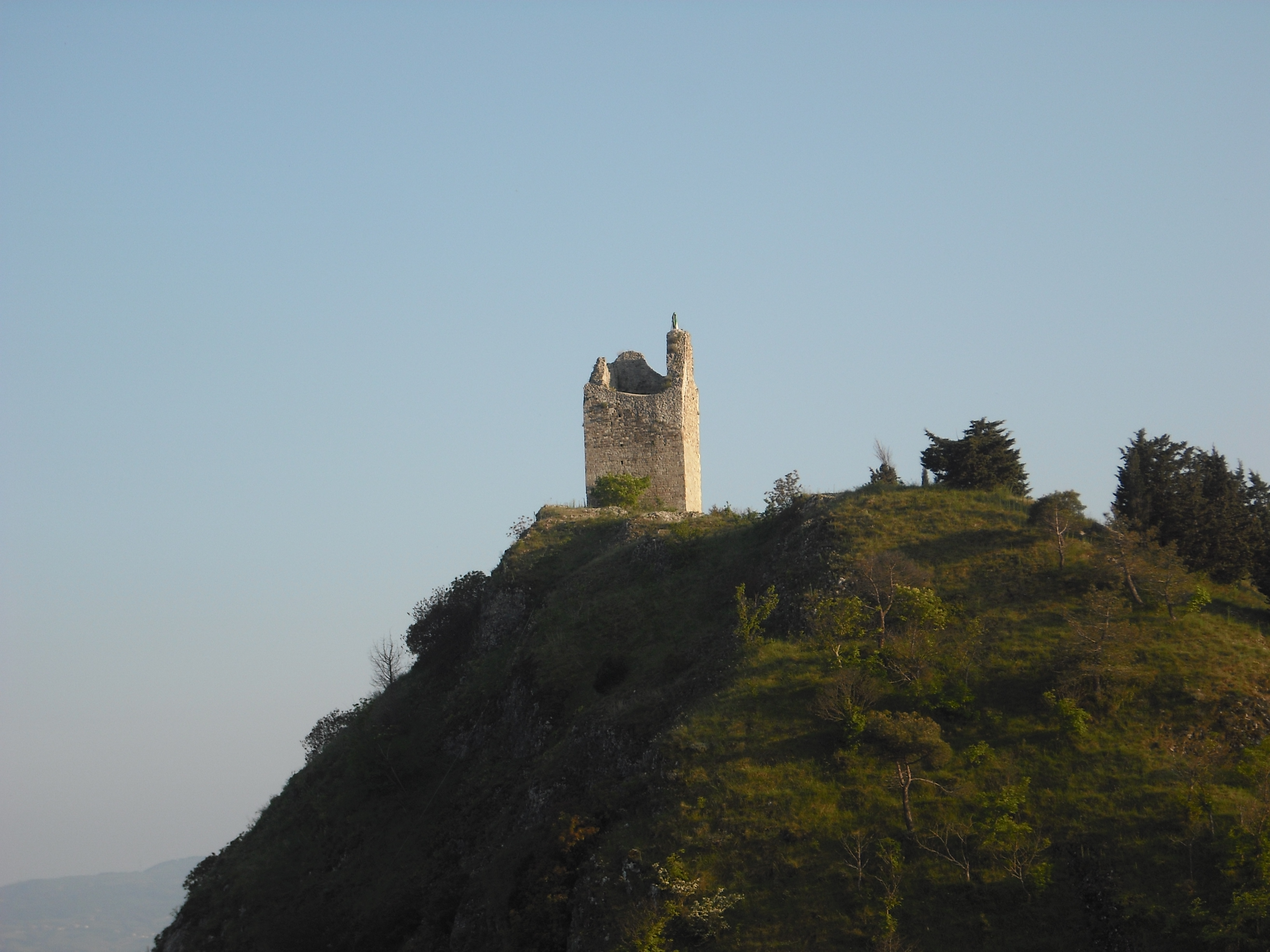
Tour carrée lombarde de Torriana
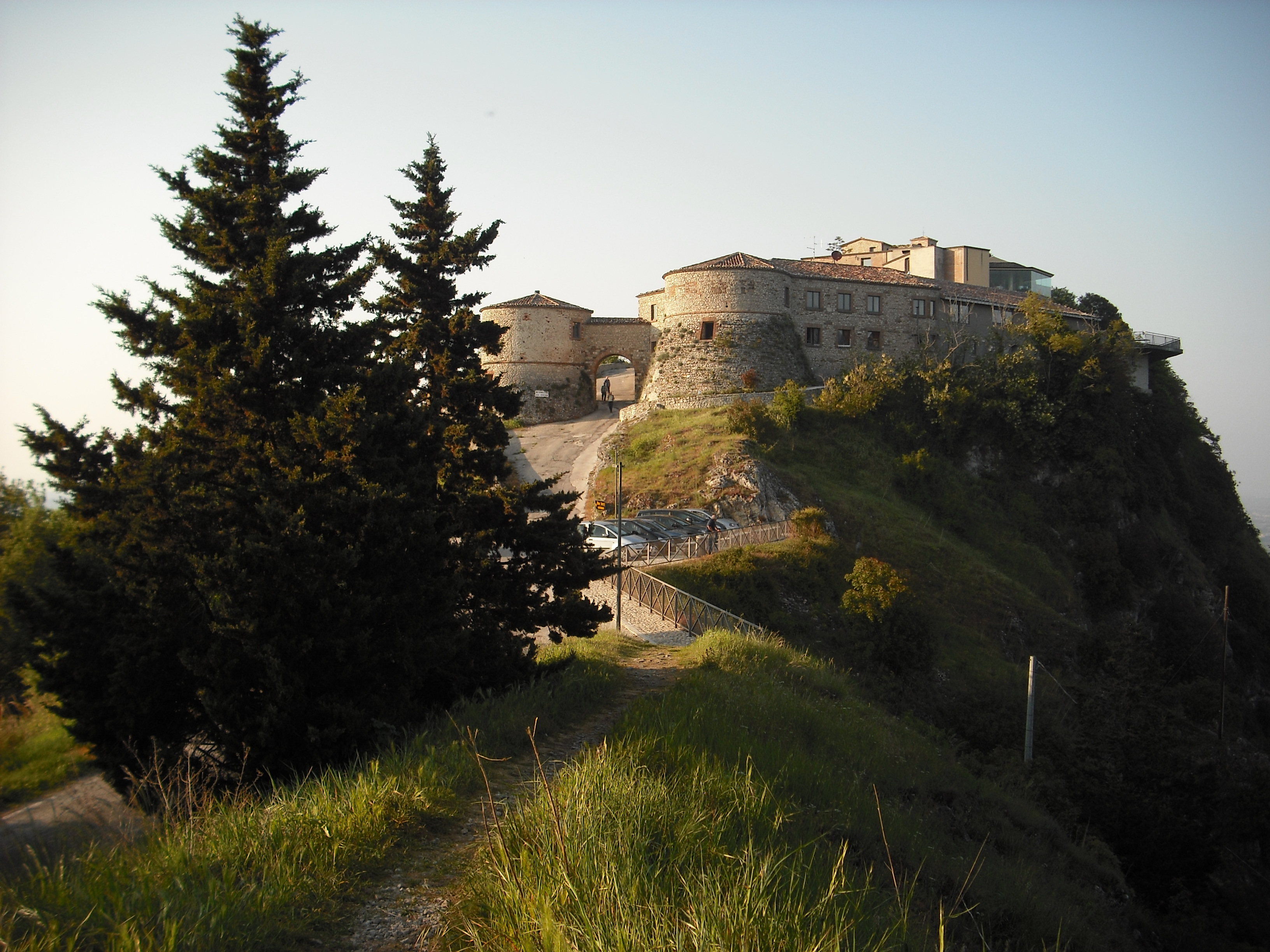
Rocca de Torriana
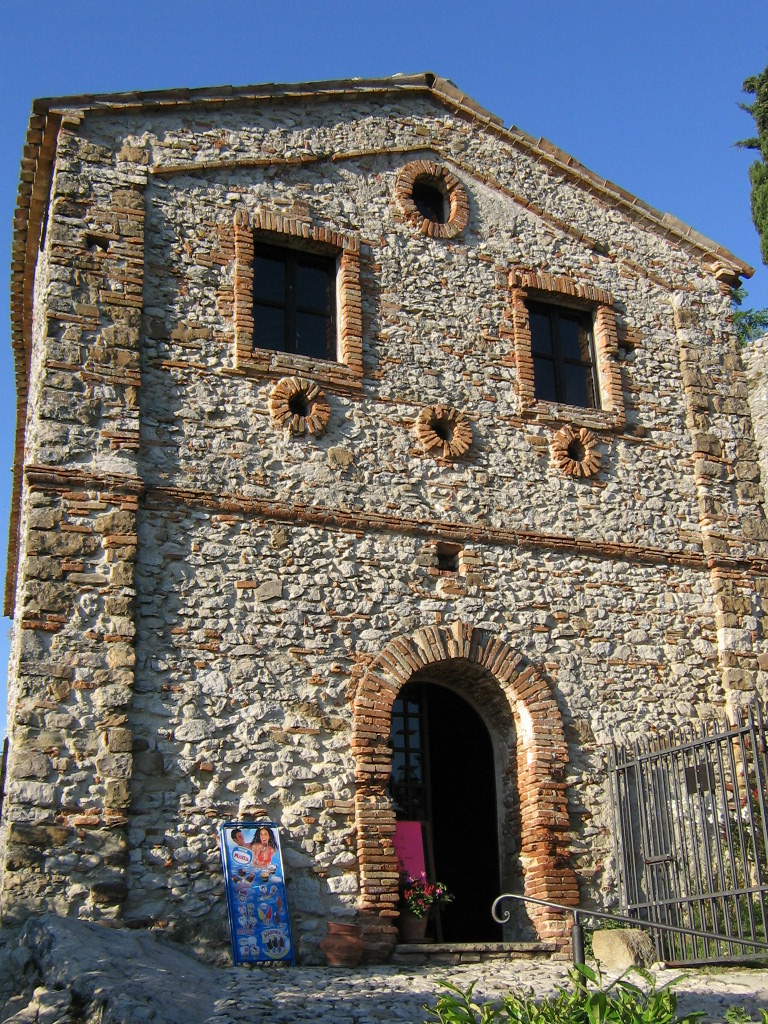
Montebello: Pieve millenaria

## Sources
- (it) Cet article est partiellement ou en totalité issu de l’article de Wikipédia en italien intitulé « Montebello (Torriana) » (voir la liste des auteurs) le 06/04/2012.